# بغدادلی (فکه)
بغدادلی (به ترکی استانبولی: Bağdatlı) یک منطقهٔ مسکونی در ترکیه است که در فکه، ترکیه واقع شده‌است.